# François III Bouchard d'Aubeterre
François Bouchard di Aubeterre (1522 – 1573) è stato un nobile francese.
François Bouchard, signore d'Aubeterre, nato verso il 1522, signore di Saint Martin de la Coudre, nella Saintonge, è stato un nobile protestante francese, assassinato nel suo letto un anno dopo il massacro di San Bartolomeo. Protestante, vende le sue terre per organizzare la congiura d'Amboise e andò in esilio a Ginevra, dove ha vissuto fabbricando bottoni. Fratello di Antoinette d'Aubeterre e cognato di Giovanni V di Parthenay, biasimato da Brantôme, viene citato da François Viète nella sua "vita del signore di Soubise".

## Biografia
Figlio di François II Bouchard d'Aubeterre e di Isabelle de Saint-Seigne; si sposa nel 1548 con Françoise Gentil, figlia di André, signore di Bardines (nell'Angoulême). Dal 1553 è in corrispondenza con Calvino.
Dopo la congiura d'Amboise nel 1560, fonda la chiesa d'Aubeterre-sur-Dronne. Fatto prigioniero e condannato a morte, deve la vita, secondo Pierre de Bourdeille detto Brantôme, all'intercessione di Jacques d'Albon, maréchal de Saint-André. I suoi beni sono confiscati, con l'appoggio dei Guisa, a favore del maresciallo.
En 1563, dopo aver ricevuto delle lettere di Condé, che chiama alle armi i Protestanti, François Bouchard raggiunge i signori ugonotti riuniti a Saint-Jean d'Angély. Viene nominato comandante delle truppe di Saintonge. Responsabile per la difesa di Tours, prende la decisione di ritirarsi a Poitiers.
Saint-Martin-de-La-Coudre, come si fa chiamare François Bouchard, si rifugia allora a Ginevra, dove il signor de Bourdeilles dice di essere stato « fabbricante di bottoni, molto povero e miserabile ». Nel 1566 si sposa a Ginevra con Gabrielle Laurensanne, di famiglia svizzera. Torna in patria alla morte di Francesco II.
Durante la seconda guerra civile, Bouchard si trova a Confolens, ma non si ricongiunge all'armata di Condé che a Pont-sur-Yonne. Alla terza guerra di religione, gli sono indirizzate due lettere, una dal principe di Condé, datata 22 ottobre 1568, l'altra da Enrico di Navarra, datata 2 novembre, per ordinargli di impadronirsi dei denari del re e del clero, di elevare le tailles e di gravare i papisti arruolatisi sotto le bandiere nemiche di un contributo di 18,000 livre.
Con un provvedimento del 6 aprile 1569, il Parlement di Bordeaux, eleva una condanna a morte contro di lui e gli altri capi protestanti della Guyenne, de L'Aunis e della Saintonge.
Secondo d'Aubigné, François Bouchard fu assassinato nel suo letto da un capo cattolico, nel 1573. L'assassino, CLousi o Cluseau, fu condotto a fatica da Enrico di Navarra a Saint-Jean-d'Angély, la folla voleva massacrarlo.
Ha avuto un figlio nato a Ginevra, David, che alla morte di suo padre aveva dieci anni, il quale, rimpatriato in Francia, abiura il protestantesimo, si sposa con Renée de Bourdeille, rientra in possesso del suo castello di Aubeterre e si mette al servizio della ligue, del duca di Mayenne Enrico di Guisa, poi di Enrico IV. Sua figlia, Hyppolyte, ultima erede del ramo familiare dei Bouchard, porta il viscontado di Aubeterre nel casato di Esparbez de Lussan. Un secondo figlio, Jean, fu ucciso durante i disordini; e un terzo, Charles, prese gli ordini sacri. Ebbe ancora un ultimo figlio, Louis, signore di Montbazillac.

## Fonti
- (FR)  Eugène e Emile Haag : La France protestante  page 414.